# ليزلي كوتيران
ليزلي كوتيران (بالفرنسية: Leslie Coutterand)‏ (مواليد 20 أكتوبر 1984 في شاموني ، فرنسا) هي ممثلة كاتبة ومخرجة ومخرجة أفلام وثائقية فرنسية.

## روابط خارجية
- ليزلي كوتيران على موقع IMDb (الإنجليزية)
- ليزلي كوتيران على موقع ألو سيني (الفرنسية)